# In with the Out Crowd
In With the Out Crowd è un album del gruppo ska punk statunitense Less Than Jake, pubblicato il 23 maggio 2006. Durante le sessioni di studio sono state registrate sedici canzoni, delle quali ne sono state pubblicate dodici. La copertina del disco è un collage di foto spedite dai fan e del gruppo stesso. Il primo singolo tratto dall'album è un doppio lato A, Overrated (Everything Is)/A Still Life Franchise, pubblicato nel Regno Unito l'8 maggio 2006. Il primo singolo pubblicato negli Stati Uniti, sempre un doppio lato A, è invece The Rest of My Life/Don't Fall Asleep on the Subway, uscito nei negozi il 31 agosto 2006. L'album si differenzia dai precedenti per un minore utilizzo di fiati, come fatto notare spesso dal gruppo nei concerti. Il prossimo singolo sarà P.S. Shock the World.
La traccia The Rest of My Life è stata scritta con Mark Hoppus, cantante e bassista dei +44 e precedentemente dei blink-182.

## Tracce
1. Soundtrack of My Life – 2:59
2. A Still Life Franchise – 3:28
3. Overrated (Everything Is) – 3:10
4. Fall Apart – 3:09
5. In-Dependence Day – 2:48
6. Don't Fall Asleep on the Subway – 3:16
7. Landmines and Landslides – 2:58
8. The Rest of My Life – 3:33
9. Mostly Memories – 3:13
10. Let Her Go – 2:23
11. Hopeless Case – 3:58
12. P.S. Shock the World – 4:06

Esiste anche una versione limitata con tre dischi:
1. CD
2. DVD - venti minuti di filmati di studio
3. Data disc - CDR con 319 foto, ventisei MP3 di canzoni dal vivo, tredici video live (File MP4/Quicktime), quattro buddy icon, quattro wallpaper ed uno screensaver.

## B-side
1. Negative Sides of Optimistic Eyes
2. We, The Uninspired
3. Only Human

Esiste anche una quarta canzone attualmente inedita e dal titolo non confermato.